# Elon Lages Lima

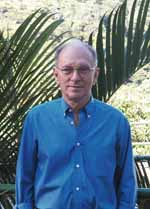
Elon Lages Lima.

Elon Lages Lima (9 de julio de 1929 – 7 de mayo de 2017) fue un matemático brasileño cuya investigación se centró en topología diferencial, topología algebraica y geometría diferencial. Lima fue una figura influyente en el desarrollo de las matemáticas en Brasil.
Lima fue profesor emérito del Instituto Nacional de Matemática Pura e Aplicada, del cual fue director durante tres períodos separados. Se hizo acreedor en dos ocasiones al Prêmio Jabuti de la Câmara Brasileira do Livro, por sus libros de texto Espaços Métricos y Álgebra Linear, y el Premio Anísio Teixeira del Ministerio de Educación y Deportes. Su estilo matemático fue fuertemente influenciado por Bourbaki.

## Biografía
Comenzó su carrera como profesor de secundaria en Fortaleza, Ceará. Se graduó con una licenciatura en matemáticas de la Universidade do Brasil (hoy UFRJ) en 1953. Obtuvo su doctorado en 1958 en la Universidad de Chicago con Edwin Henry Spanier como asesor. Fue becario Guggenheim y miembro de la Academia Brasileira de Ciências (Academia Brasileña de Ciencias) y de la TWAS, Academia de Ciencias para el Mundo en Desarrollo. Asimismo trabajó como profesor Honoris Causa de la Universidade Federal do Ceará y de la Universidad de Brasília. Fue miembro del Consejo Superior de FAPERJ de 1987 a 1991, así como del Consejo Nacional de Educación.
Escribió más de treinta libros de matemáticas, algunos de los cuales estaban destinados a profesores de secundaria. Entre 1990 y 1995, coordinó el proyecto IMPA-VITAE, que llevó a cabo cursos de mejora de habilidades para profesores de matemáticas en once ciudades de ocho estados de Brasil.
Recibió la grã-cruz («Gran Cruz») de la Ordem Nacional do Mérito Científico ("Orden Nacional del Mérito Científico") de Brasil en 2007.

## Publicaciones selectas
- Lima, E. L. (1964). "Common singularities of commuting vector fields on 2-manifolds". Commentarii Mathematici Helvetici. vol. 39, pp. 97–110.
- Lima, E. L. (1965). "Commuting vector fields on S3". Annals of Mathematics. vol. 81, pp. 70–88.
- do Carmo, M. and Lima, E. L. (1969). "Isometric immersions with semi-definite second quadratic forms". Archiv der Mathematik vol. 20, pp. 173–175.
- Lima, E. L. (1987). "Orientability of smooth hypersurfaces and the Jordan-Brouwer separation theorem". Expositiones Mathematicae. vol. 5, pp. 283–286.